# Episkopí (Arcadie)
Pour les articles homonymes, voir Episkopí.
Episkopí (grec moderne : Επισκοπή) est une localité située dans le dème de Tripoli, dans le district régional d'Arcadie, dans la périphérie du Péloponnèse, en Grèce.
Selon le recensement de 2021, elle compte 149 habitants.